# 帕特森山
54°39′S 36°8′W / 54.650°S 36.133°W
帕特森山（英語：Mount Paterson），是南極洲的山峰，位於南喬治亞島，卡爾斯山西北面3.2公里，屬於薩爾韋森山脈的一部分，海拔高度2,195米。